# Wioślarstwo na Letnich Igrzyskach Olimpijskich 1920 – ósemka mężczyzn
Wyścig ósemek ze sternikiem mężczyzn była jedną z konkurencji wioślarskich na Letnich Igrzyskach Olimpijskich 1920. Zawody odbyły się w dniach 27–29 sierpnia. W zawodach uczestniczyło 72 zawodników z 8 państw.

## Wyniki

### Ćwierćfinały
| Ćwierćfinał 1 | Ćwierćfinał 1  | Ćwierćfinał 1 | Ćwierćfinał 1 |
| Pozycja       | Państwo        | Osada | Czas          |
| ------------- | -------------- | --- | ------------- |
| 1             | Norwegia       | Theodor Nag, Conrad Olsen, Adolf Nilsen, Håkon Ellingsen, Thore Michelsen, Arne Mortensen, Karl Nag, Tollef Tollefsen, Thoralf Hagen     | 6:32,2        |
| 2             | Czechosłowacja | Emil Ordnung, Ferdinand Brožek, Vladimír Širc, Bohdan Kallmünzer, Josef Širc, Jiří Kallmünzer, Otakar Votík, Ivan Schweizer, Karel Čížek | 6:43,0        |

| Ćwierćfinał 2 | Ćwierćfinał 2   | Ćwierćfinał 2 | Ćwierćfinał 2 |
| Pozycja       | Państwo         | Osada | Czas          |
| ------------- | --------------- | --- | ------------- |
| 1             | Wielka Brytania | Ewart Horsfall, Guy O. Nickalls, Richard Lucas, Walter James, John Campbell, Sebastian Earl, Ralph Shove, Sidney Swann, Robin Johnstone | 6:19,0        |
| 2             | Szwajcaria      | Hans Walter, Max Rudolf, Willy Brüderlin, Paul Rudolf, Benno Baur, Franz Türler, Charles Freuler, Rudolf Bosshard, Paul Staub           | 6:21,4        |

| Ćwierćfinał 3 | Ćwierćfinał 3     | Ćwierćfinał 3 | Ćwierćfinał 3 |
| Pozycja       | Państwo           | Osada | Czas          |
| ------------- | ----------------- | --- | ------------- |
| 1             | Stany Zjednoczone | Virgil Jacomini, Ed Graves, Bill Jordan, Ed Moore, Zeke Sanborn, Donald Johnston, Vince Gallagher, Clyde King, Sherman Clark                   | 6:24,0        |
| 2             | Belgia            | Daniël Clarembaux, Jozef Hermans, Gustave De Mulder, René Smet, Félix Taymans, Charles Lalemand, Julien Crickx, Maurice Requillé, Jules Crickx | 6:40,0        |

| Ćwierćfinał 4 | Ćwierćfinał 4 | Ćwierćfinał 4 | Ćwierćfinał 4 |
| Pozycja       | Państwo       | Osada | Czas          |
| ------------- | ------------- | --- | ------------- |
| 1             | Francja       | Albert Diebold, Charles Hahn, Frédéric Grossmann, Robert Fleig, Henri Barbenés, Frédéric Fleig, Charles Schlewer, Émile Ruhlmann, Émile Barberolle                    | 6:37,0        |
| 2             | Holandia      | Philip Jongeneel, Johannes van der Vegte, Bernard te Hennepe, Willem Hudig, Frederik Koopman, Huibert Boumeester, Johannes Haasnoot, Robbert Blaisse, Liong Siang Sie | 6:38,2        |

### Półfinały
| Półfinał 1 | Półfinał 1      | Półfinał 1 | Półfinał 1 |
| Pozycja    | Państwo         | Osada | Czas       |
| ---------- | --------------- | --- | ---------- |
| 1          | Wielka Brytania | Ewart Horsfall, Guy O. Nickalls, Richard Lucas, Walter James, John Campbell, Sebastian Earl, Ralph Shove, Sidney Swann, Robin Johnstone | 6:26,4     |
|            | Norwegia        | Theodor Nag, Conrad Olsen, Adolf Nilsen, Håkon Ellingsen, Thore Michelsen, Arne Mortensen, Karl Nag, Tollef Tollefsen, Thoralf Hagen    | 6:36,0     |

| Półfinał 2 | Półfinał 2        | Półfinał 2 | Półfinał 2 |
| Pozycja    | Państwo           | Osada | Czas       |
| ---------- | ----------------- | --- | ---------- |
| 1          | Stany Zjednoczone | Virgil Jacomini, Ed Graves, Bill Jordan, Ed Moore, Zeke Sanborn, Donald Johnston, Vince Gallagher, Clyde King, Sherman Clark                       | 6:24,0     |
| 2          | Francja           | Albert Diebold, Charles Hahn, Frédéric Grossmann, Robert Fleig, Henri Barbenés, Frédéric Fleig, Charles Schlewer, Émile Ruhlmann, Émile Barberolle | 6:42,6     |

### Finał
| Finał   | Finał             | Finał | Finał  |
| Pozycja | Państwo           | Osada | Czas   |
| ------- | ----------------- | --- | ------ |
|         | Stany Zjednoczone | Virgil Jacomini, Ed Graves, Bill Jordan, Ed Moore, Zeke Sanborn, Donald Johnston, Vince Gallagher, Clyde King, Sherman Clark            | 6:05,0 |
|         | Wielka Brytania   | Ewart Horsfall, Guy O. Nickalls, Richard Lucas, Walter James, John Campbell, Sebastian Earl, Ralph Shove, Sidney Swann, Robin Johnstone | 6:05,8 |